# Ідрско
Ідрско (словен. Idrsko) — поселення на правому березі річки Соча в общині Кобарід, Регіон Горишка, Словенія. Висота над рівнем моря: 219,7 м. Помісна церква присвячена Святому Фомі й була збудована в 1765 році.